# مكعب ليزلي

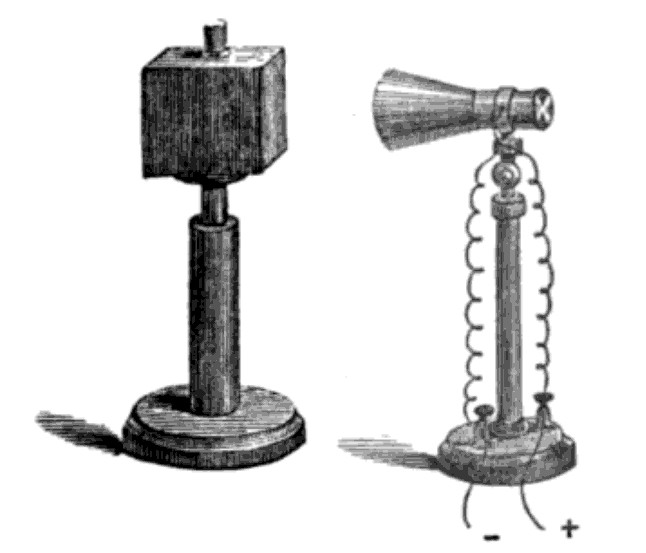
مكعب ليزلي (يسار) وكاشف حراري (يمين) شكل رقم (1)

مكعب ليزلي- أو مكعب الاشعاع الحراري، هو عبارة عن جهاز يُستخدم في قياس، أو إظهار الاختلافات في الإشعاع الحراري المنبعث من أسطح مختلفة عند نفس درجة الحرارة.

## الجهاز
جهاز مكعب ليزلي من ابتكار عالم الرياضيات والفيزياء الأسكتلندي جون ليزلي (1766-1832)، في عام 1804م. وفي نسخة التجربة التي وصفها الفيزيائي الأيرلندي جون تيندال في أواخر القرن التاسع عشر، طُليت الجوانب الرأسية الأربعة للمكعب بطبقات من: الذهب والفضة والنحاس، وورنيش غراء السمك.(لكل جانب طلاء خاص). والمكعب عبارة عن كتلة صلبة من المعدن ذات تجويف مركزي. وأثناء الاستخدام، يُملئ هذا التجويف بالماء الساخن؛ بحيث يكون المكعب بأكمله له نفس درجة حرارة الماء. وقد أظهر الكاشف الحراري (في أقصى اليمين في الشكل رقم (1))، انبعاثًا أكبر بكثير من ناحية الجانب الذي يحتوي على الورنيش مقارنة بأي من الجوانب الثلاثة الأخرى.

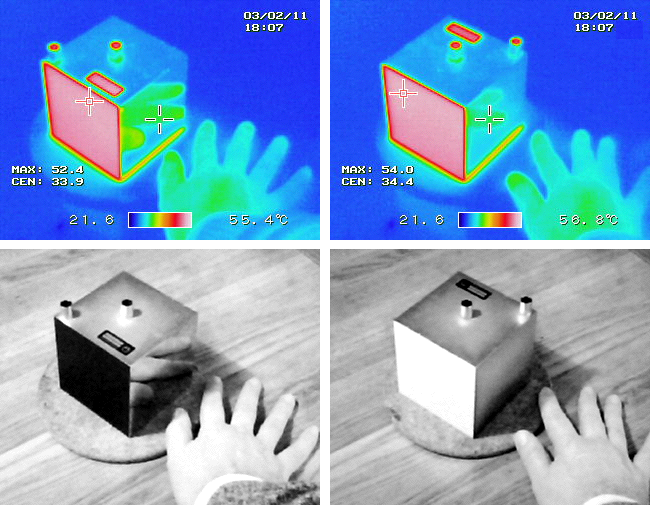
يتم التقاط الصور العلوية لمكعب ليزلي (بالألوان) باستخدام كاميرا الأشعة تحت الحمراء؛ أما الصور بالأبيض والأسود الموجودة أسفله فيتم التقاطها بكاميرا عادية. يصدر وجه المكعب الذي تم طلائه باللون الأسود إشعاعات حرارية قوية. يصدر الوجه المصقول للمكعب المصنوع من الألومنيوم اشعاعًا أضعف بكثير، وتكون الصورة المنعكسة لليد الدافئة واضحة. شكل رقم (2)

وفي المصطلحات المعاصرة، تعد الانبعاثات الحرارية، الي تنتج من المعادن اللامعة منخفضة. أما غراء السمك، وهو غراء عضوي، فالانبعاثية الحرارية الناتجة عنه أكبر بكثير من انبعاثية المعادن. ولا يزال مكعب ليزلي قيد الاستخدام لإظهار وقياس الاختلافات في الانبعاثية للمواد المختلفة. في الشكل رقم (2)، صور الألوان الزائفة ( التصوير الحراري ) لمكعب عند حوالي 55 درجة، حيث تم التقاط الصور بدرجة حرارة 30 درجة مئوية عن طريق استخدام كاميرا الأشعة تحت الحمراء، أما الصور التي تظهر بالأبيض والأسود، فقد تم التقاطها باستخدام كاميرا عادية. يعتبر الوجه الأسود للمكعب شديد الانبعاث، كما يشير اللون المحمر للرسم الحراري. ويصدر السطح المصقول الشبيه بالمرآة للمكعب المصنوع من الألومنيوم إشعاعات حرارية ضعيفة، كما يشير اللون الأزرق. كما أن انعكاس يد المجرب باللون الأخضر، وهو ما يتوافق مع سطح عالي الانبعاثية بالقرب من درجة حرارة الجسم (37 درجة مئوية). وتظهر الصور أيضًا أن السطح المطلي باللون الأبيض يصدر نفس الإشعاع تقريبًا مثل السطح الأسود.

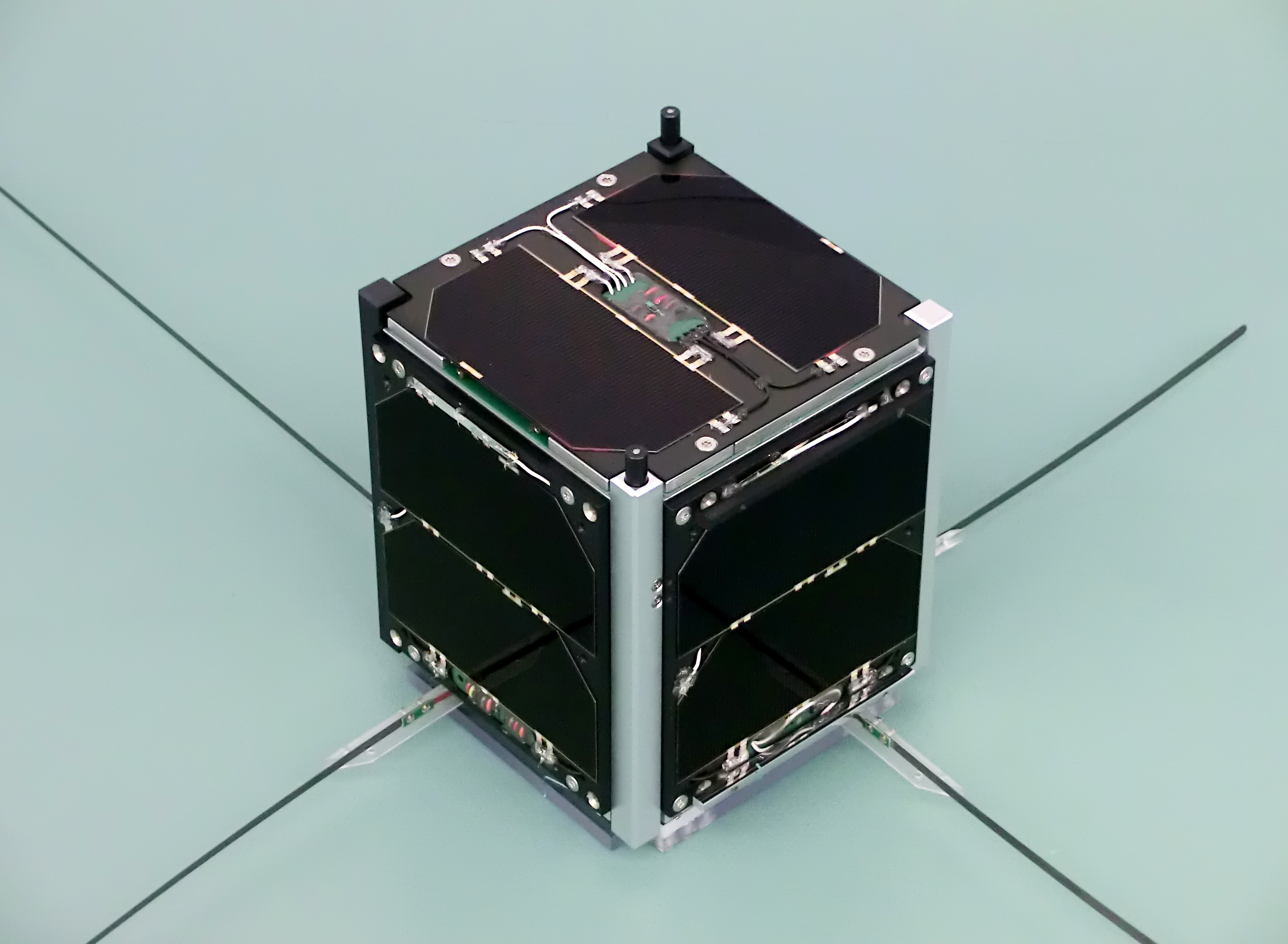
FUNcube-1 في الغرفة النظيفة قبل الإطلاق

وتعد النسخة الحديثة من مكعب ليزلي جزء من هيكل قمر صناعي صغير يدور حول الأرض، يُعرف باسم فنكوبي-1، وهو مسجل بوصفه مركبة فضائية هولندية. وأُطلق في نوفمبر 2013م، وهو يوضح امتصاص وانبعاث الإشعاع الشمسي في الفضاء.